# King Lear (film 1999)
King Lear è un film del 1999 diretto da Brian Blessed e Tony Rotherham ed interpretato dallo stesso Brian Blessed, ispirato all'opera teatrale Re Lear di William Shakespeare.